# Đồ gốm tráng men xanh lá cây

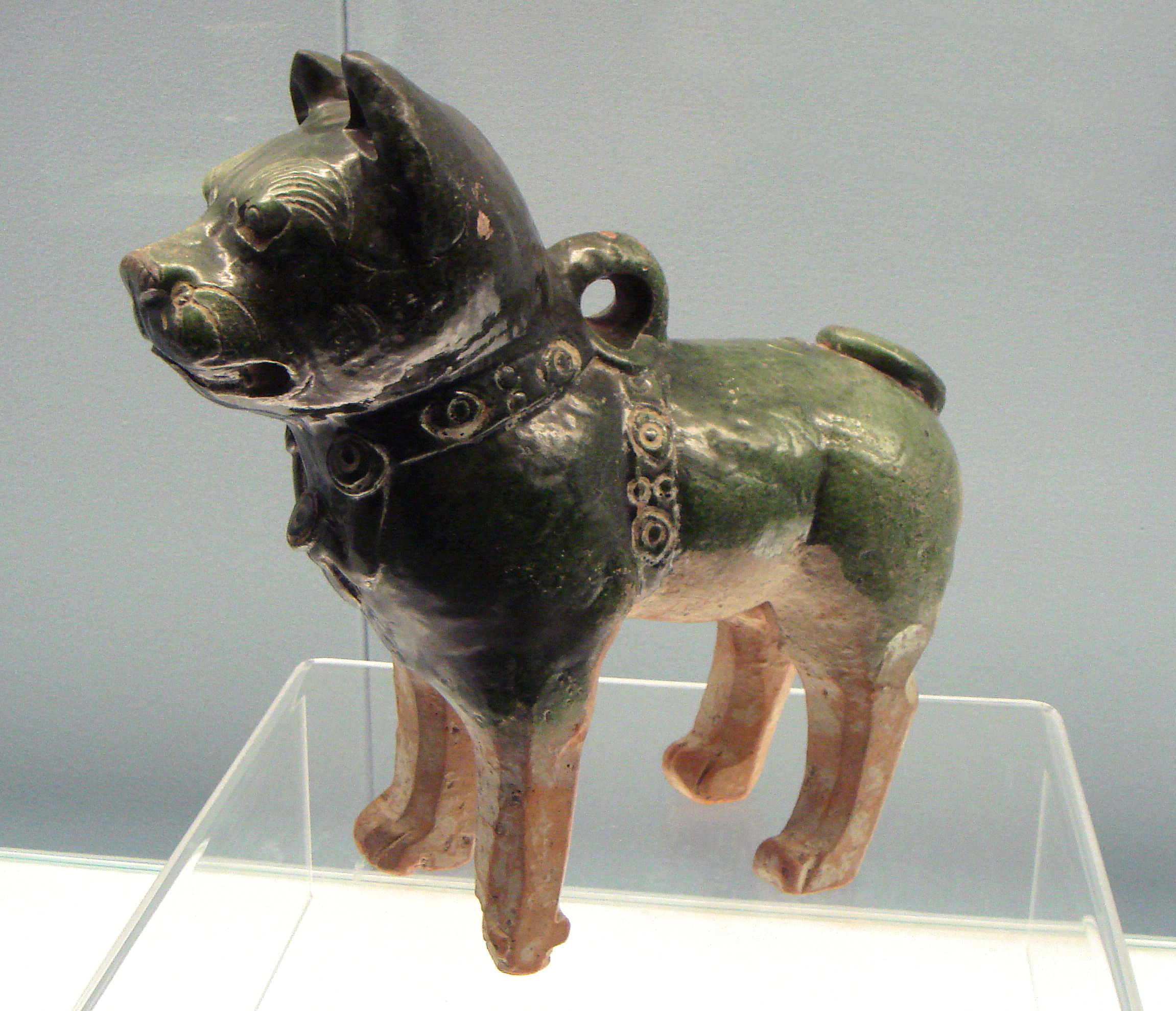
Chó gốm tráng men xanh lá cây, thời Đông Hán, 25–220 SCN.

Đồ gốm tráng men xanh lá cây (tiếng Trung: 緑釉陶器; Hán-Việt: Lục dứu đào khí) là một loại đồ gốm màu phát triển ở Trung Quốc dưới thời Đông Hán (25–220 SCN). Thân đồ gốm tráng men xanh lá cây được làm từ đất sét, phủ thêm lớp men và nung ở nhiệt độ 800 độ C. Đồ gốm tráng men xanh lá cây thuộc loại đồ đất nung tráng chì (tiếng Trung: 鉛釉陶器; Hán-Việt: Duyên dứu đào khí): oxit chì là chất trợ dung chính trong men, thường được trộn với thạch anh theo tỷ lệ 3:1. Hiệu ứng đa sắc thu được bằng cách sử dụng đồng làm chất tạo màu (chuyển sang màu xanh lá cây).
Do nhiệt độ nung thấp, phần thân là đồ gốm, và lớp men thường chỉ được phủ lên các bộ phận của đồ vật, vốn dễ vỡ và có khả năng hấp thụ nước cao.  Trong một số trường hợp, men chì làm cho đồ vật có độc tính nhẹ. Vì những lý do này mà chúng chỉ được coi là đồ tùy táng và vẫn chưa ai tìm thấy món đồ nào được dùng trong đời sống hàng ngày. Trong các ví dụ còn sót lại, lớp men thường bị ăn mòn và chuyển sang màu "xám bạc". Đến mức chúng có khả năng bong ra.
Đồ gốm nhiều màu Tam thải kế tục loại đồ gốm tráng men xanh lá cây, thường bao gồm cùng loại màu xanh lá cây, từ thế kỷ thứ 7 dưới thời Đường. Ví dụ về đồ gốm tráng men xanh lá cây cũng được tìm thấy trong đồ gốm Parthia.